# Karl Schmidlechner

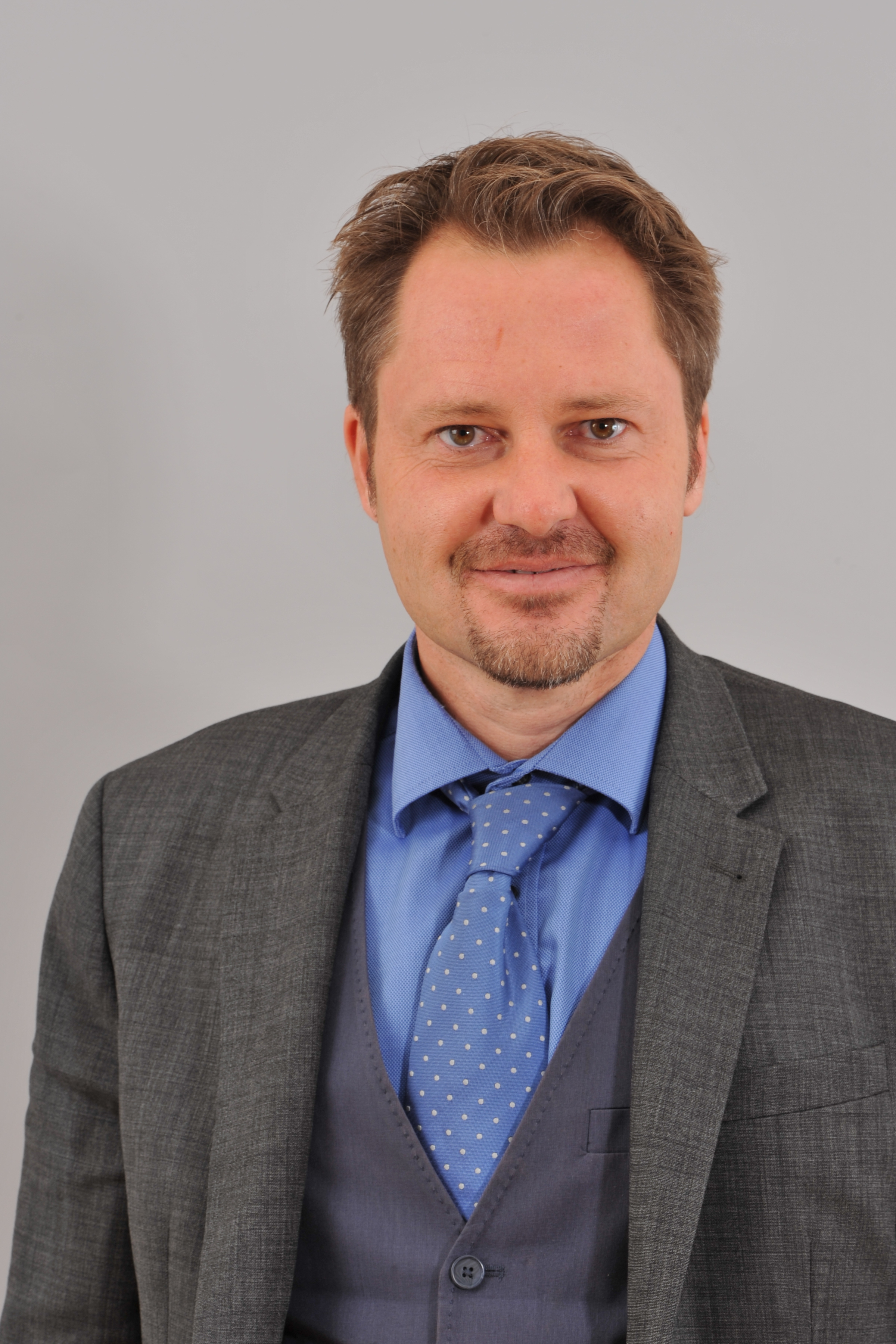
Karl Schmidlechner 2012

Karl Schmidlechner (* 1972 in Zell am See) ist ein österreichischer Politiker (SPÖ). Er war von 2009 bis 2018 Abgeordneter zum Salzburger Landtag.

## Leben
Karl Schmidlechner wuchs in Neukirchen am Großvenediger auf. Nach seiner Schulzeit studierte er Germanistik und Geschichte und arbeitet heute als Lehrer in Bramberg am Wildkogel.
Er ist Vizebürgermeister von Neukirchen am Großvenediger, ab April 2009 war er Abgeordneter zum Salzburger Landtag und Bereichssprecher für Bildung, Verwaltung und öffentlicher Dienst. Nach der Landtagswahl in Salzburg 2018 schied er aus dem Landtag aus.
Karl Schmidlechner ist verheiratet und Vater einer Tochter.